# 李意其
李意其（?—?），一作李意，字意期，蜀郡（治今四川省成都）人，三国时蜀汉隐士。
李意其自称生于汉文帝年间，至三国时期尚在。夷陵之战前受刘备奉迎並遭询问吉凶。李意其不回答而求纸笔，画完兵马器械几十余张並一一扯碎。又画作一大人被掘地埋上後离开，刘备不高兴。刘备大败而回後在白帝城病死，众人才知道李意其之意。他画大人而埋上，就是说刘备之死。